# Dora, la espía
Dora, la espía es una coproducción hispano-italiana, de comedia estrenada en 1943, escrita y dirigida por Raffaello Matarazzo y protagonizada en los papeles principales por Maruchi Fresno y Adriano Rimoldi. El film solo fue distribuido en España pese a ser coproducido con Italia. 
El guion de la película está basada en una de las obras de Victorien Sardou.
El 6 de julio de 1944 la película consiguió un premio económico de 100.000 ptas. en los premios del Sindicato Nacional del Espectáculo.

## Sinopsis
Dora, hija de la marquesa de Río Zares, se casa con el político Andrés. Despechada, la condesa Zicka, lanza el bulo de que Dora es una espía.

## Reparto
- Maruchi Fresno com Dora de Rio Zares
- Adriano Rimoldi como Andrés
- Francesca Bertini como	La principessa
- Jesús Tordesillas como	Il barone Venderkragt
- Guadalupe Muñoz Sampedro como La marchesa
- Manuel Arbó como Il ministro
- Joaquín Bergía como Tekli
- Emilio Cigoli como	Favrolle
- Anita Farra como La contessa Zeicker
- María Martín como Doncella Lisa